# Elecciones generales de Zambia de 1968
Las elecciones generales de Zambia de 1968 tuvieron lugar el 19 de diciembre del mencionado año con el objetivo de elegir al presidente de la República y a 105 de los 110 miembros de la Asamblea Nacional para el período 1969-1974. Fueron las primeras elecciones que tenían lugar desde la independencia de la colonia británica de Rodesia del Norte bajo el nombre «República de Zambia», las primeras elecciones sin distinción racial (al haber sido abolidos los escaños parlamentarios reservados para descendientes de europeos, y los únicos comicios nacionales bajo el régimen de la «Primera República» (1964-1973), así como las últimas elecciones presidenciales y parlamentarias libres hasta 1991.
El presidente en ejercicio era Kenneth Kaunda, del Partido Unido de la Independencia Nacional (UNIP), elegido jefe de Gobierno en las elecciones generales de 1964 realizadas poco antes de la independencia e investido como presidente al momento de la misma. Kaunda se presentó para la reelección como aspirante del UNIP, mientras que su único oponente fue Harry Nkumbula, del opositor Congreso Nacional Africano de Zambia (ZANC). El Partido Unido, única formación política con registro legal además del UNIP y el ZANC, fue proscripto poco antes de las elecciones. Fuera de algunos candidatos independientes, la competencia fue en su mayoría puramente bipartidista. Una oleada de violencia política en las provincias del Norte y Luapula llevó a que varios candidatos del ZANC no pudieran presentar sus documentos de nominación allí, y 28 aspirantes del UNIP resultaron elegidos sin oposición antes de que se realizara la votación. Debido a que el sistema empleado para la elección parlamentaria estaba ligado a la elección presidencial, la totalidad de los votantes registrados en las circunscripciones no disputadas se contaron como votos a la candidatura de Kaunda, garantizándole más de un cuarto de los votos registrados.
La campaña se caracterizó por brotes esporádicos de violencia entre partidarios del UNIP, que se garantizó la hegemonía en las provincias norteñas del Este, Luapula y Norte, y del ZANC, que con el apoyo de miembros del ilegalizado Partido Unido dominaba las provincias sureñas de Barotse, Sur y parte de Central. Los principales temas discutidos en la campaña fueron la economía y las relaciones exteriores, con Kaunda prometiendo una frontal oposición hacia los regímenes de apartheid vigentes en Rodesia y Sudáfrica, mientras que Nkumbula criticó que las medidas de austeridad que implicaba la nula relación con los vecinos del sur estaba afectando negativamente a los trabajadores zambianos, proponiendo un enfoque más neutral.
En última instancia, Kaunda resultó reelegido por un margen aplastante, recibiendo el 73,29% de los votos válidamente emitidos en las 77 circunscripciones disputadas, a los cuales se sumaron la totalidad de los votantes registrados en los distritos ganados sin oposición, garantizándole un triunfo nominal del 81,82% de los votos sobre el 18,18% de Nkumbula. Kaunda triunfó en las provincias Central, Copperbelt, Este, Luapula, Noroeste y Norte, mientras que Nkumbula se impuso en Barotse y Sur. El UNIP sumó 53 escaños a los 28 ganados el día de la nominación contra 23 del ZANC y un candidato independiente que respaldó a Nkumbula, garantizándose una mayoría abrumadora en la Asamblea Nacional. Sin embargo, el partido oficialista había llegado a los comicios con profundas divisiones internas (que resultarían en la escisión del Partido Progresista Unido en 1972) y el giro favorable al ZANC en determinados distritos llevó a que cuatro ministros del gabinete perdieran sus escaños.
En 1972, el gobierno de Kaunda anunció su intención de hacer del UNIP el único partido legal del país, justificándose en las crecientes tensiones raciales y la violencia interpartidaria tras la fundación del UPP. Esto se formalizó con una nueva constitución que se promulgó en agosto de 1973, un mes antes de que se convocaran las siguientes elecciones generales. Como resultado, las elecciones de 1968 fueron las últimas elecciones multipartidistas celebradas en Zambia hasta 1991.

## Antecedentes
La República de Zambia obtuvo su independencia el 24 de octubre de 1964, bajo el gobierno del Partido Unido de la Independencia Nacional (UNIP). Kenneth Kaunda fue confirmado como primer presidente del nuevo estado, con mandato hasta 1969. El nuevo país tenía una de las economías más vibrantes del África subsahariana, en gran parte debido a sus ricos depósitos minerales, aunque estos estaban en gran parte bajo el control de intereses extranjeros y multinacionales. Del mismo modo, Zambia tenía uno de los sistemas escolares menos desarrollados bajo el dominio colonial británico, que se basaba esencialmente en escuelas de las numerosas misiones que operaban en el país, y solo 109 zambianos negros tenían un título universitario al momento de la independencia. Los primeros años de la independencia se caracterizaron por la construcción de un régimen moderno, un sistema educativo estatal y la pacificación de disturbios étnicos y religiosos.

## Organización

### Autoridad electoral
La organización de los comicios fue realizada por entes muy diferentes a los que habían administrado las elecciones de 1964, en las cuales la organización había estado a cargo de las Comisiones de Distrito descentralizadas en las circunscripciones electorales. El gobierno resolvió reemplazar este sistema por uno mucho más centralizado, el cual fue inaugurado a mitad de 1967. La Oficina de Elecciones Parlamentarias (en inglés: Parliamentary Elections Office o PEO), encabezada por un único Director de Elecciones, era responsable únicamente ante una Comisión Electoral compuesta por tres funcionarios, que asumieron su cargo en diciembre de 1967. A pesar de esto, el compromiso del gobierno de Kaunda con la realización de elecciones transparentes estuvo fuera de discusión. Los tres integrantes de la Comisión que administró las elecciones de 1968 estaban firmemente comprometidos con un acto electoral libre: el juez de la Corte Suprema Justice Pickett; John Moffat, líder de los disueltos Partidos Liberales del África Central, y Edward Shamwana, un abogado de Lusaka. El único de los tres miembros de la Comisión relacionado con la política partidista era Moffat, que había disputado infructuosamente un escaño representativo de la población europea como candidato del UNIP en 1964. El ZANC no cuestionó la imparcialidad de Moffat pero presentó reservas por el hecho de que no fuera abogado.

### Sistema electoral
Las elecciones se realizaron bajo el texto constitucional aprobado en 1964 y enmendado el 19 de diciembre de 1967. Bajo las normativas constitucionales y legales vigentes, el presidente de la República de Zambia sería elegido por voto popular cuasi-directo para un mandato de cinco años reelegibles, al mismo tiempo que la Asamblea Nacional unicameral compuesta por 110 escaños con un mismo mandato. 105 de estos escaños serían elegidos por directo mediante escrutinio mayoritario uninominal, mientras que los 5 restantes serían designados discresionalmente por el presidente de la República. Todos los ciudadanos zambianos mayores de dieciocho años que hubieran mantenido una residencia permanente en el país por al menos dos años tendrían derecho a votar, a menos que hubieran sido declarados mentalmente incapaces o estuvieran privados de sus derechos políticos y civiles por intermedio de una sentencia judicial. El presidente de la Asamblea sería elegido por sus miembros después de la elección, podía ser en sí mismo un miembro (siempre que no fuera un ministro del gobierno) o un no miembro que estuviera calificado para ser elegido como tal.
Todos los ciudadanos mayores de veintiún años que cumplieran con los requisitos para tener derecho a voto tendrían también el derecho de presentarse como candidatos a la Asamblea Nacional, con los miembros de las Fuerzas Armadas y los funcionarios públicos en ejercicio como únicas excepciones. Las elecciones parlamentarias y presidenciales se realizarían en forma simultánea y en una misma operación. Antes de poder presentarse, los candidatos parlamentarios deberían declarar a qué candidato presidencial apoyarían. Votar por un candidato parlamentario equivaldría a votar al aspirante presidencial de dicho partido y el candidato con más votos sería elegido presidente. En caso de que solo un candidato se presentara en una circunscripción, se le consideraría electo automáticamente y la totalidad de los votantes registrados en dicho distrito se asignarían automáticamente a dicho candidato y, por extensión, al aspirante presidencial relacionado, por lo que no se realizaría ninguna votación en dicha circunscripción. Para presentar su nominación presidencial, los candidatos debían presentar 400 kuachas y el respaldo firmado de 1000 electores registrados. Los candidatos parlamentarios, por su parte, necesitaban la firma de un proponente y un segundo residente de la circunscripción que disputaban, más un depósito de 50 kuachas, el cual recuperaría solo si superaba el 10 % de los votos. Caso contrario, perdería su depósito y este sería entregado al estado.

### Cronograma
| Fecha                      | Evento |
| -------------------------- | --- |
| 10 de diciembre de 1967    | El presidente designa a los integrantes de la Comisión Electoral                                                  |
| Febrero de 1968            | La Comisión de Delimitación (integrada por los mismos funcionarios que la Comisión Electoral) comienza a trabajar |
| Mayo de 1968               | El Parlamento aprueba la Ley Electoral                                                                            |
| 11 de mayo de 1968         | La Comisión de Delimitación termina su labor                                                                      |
| Junio-julio de 1968        | Registro de votantes.                                                                                             |
| 16 de agosto de 1968       | Se publican las Regulaciones Electorales para las elecciones Presidenciales y Parlamentarias                      |
| 2 de noviembre de 1968     | Disolución de la 1.ª Asamblea Nacional                                                                            |
| 16 de noviembre de 1968    | Día de la Nominación (candidatos presidenciales)                                                                  |
| 26 de noviembre de 1968    | Día de la Nominación (candidatos parlamentarios)                                                                  |
| 19 de diciembre de 1968    | Jornada electoral                                                                                                 |
| 21 de enero de 1969        | Juramentación de los miembros de la 2.º Asamblea Nacional                                                         |
| Fuente: Politics in Zambia | |

## Candidaturas

### Partido Unido de la Independencia Nacional

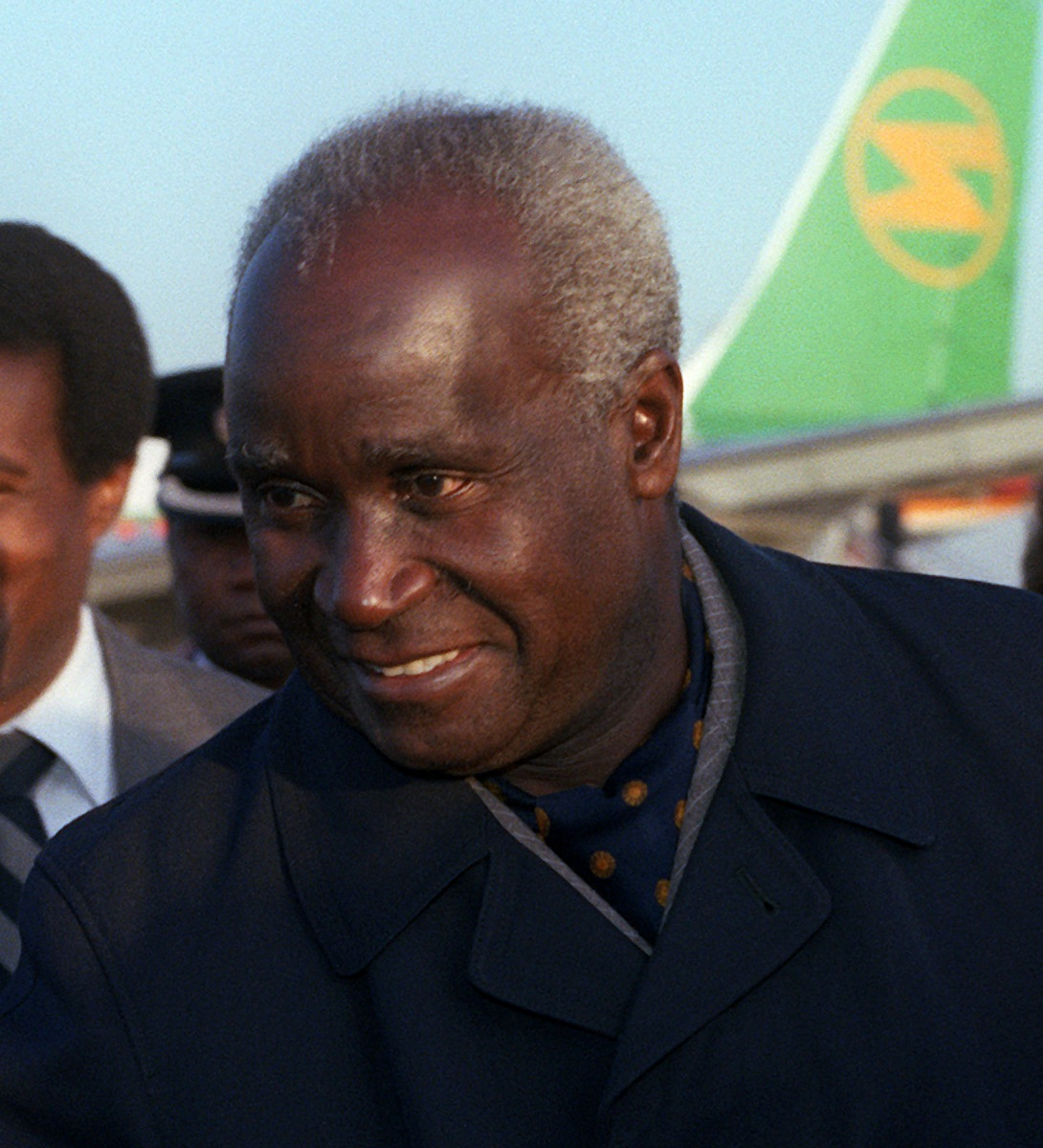
Kenneth Kaunda fortaleció su liderazgo dentro del UNIP antes de las elecciones.

El oficialista Partido Unido de la Independencia Nacional, bajo el liderazgo del presidente Kenneth Kaunda, estaba conformado por una amplia coalición étnico-tribal cuyo principal objetivo era unirse en la lucha por la independencia. A pesar de estar en gran medida dominado por los sectores de etnia bemba, las facciones de otros grupos étnicos en el partido tenían una importante presencia. Cuando la independencia finalmente se logró, dicha coalición entró rápidamente en crisis. Kaunda, que contaba con la ventaja de no pertenecer a ninguno de los principales grupos étnicos del país, había sido elegido como un «líder de compromiso» del UNIP en 1960 pero, al asumir como primer presidente de la nueva república, quedó claro que su intención era mantenerse en el poder por tiempo indefinido. De este modo, dedicó sus primeros tres años en el poder a consolidar su hegemonía dentro del partido, buscando marginar a figuras destacadas como Simon Kapwepwe. Agitó las divisiones internas convocando a una elección directa y libre para el Comité Central del UNIP en 1967, aboliendo el antiguo sistema por el cual los candidatos serían acordados por el Comité Central y elegidos sin oposición.
La votación interna fragmentó al partido entre una facción bemba (con apoyo de los tonga más débiles) bajo el liderazgo de Kapwepwe, entonces ministro de Relaciones Exteriores y la facción lozi y nyanja (que entonces controlaba el Comité) que presidía el vicepresidente Reuben Kamanga, disputándose la vicepresidencia del partido. Kapwepwe derrotó a Kamanga con facilidad, pero la facción de este último no reconoció el resultado y muchos de los dirigentes no bemba del partido terminaron abandonándolo. Kapwepwe, que tenía serias aspiraciones presidenciales, enfrentó grandes dificultades para ser aceptado como vicepresidente de Zambia (y sucesor directo de Kaunda), fuera de las regiones de mayoría bemba. Kaunda, que no estaba contento con la victoria de Kapwepwe, criticó las tensiones étnicas vistas durante la votación y, luego de una reunión del Concejo Nacional del UNIP en febrero de 1968 en la que los sectores no bemba restantes expresaron su temor a la dominación de una sola tribu, Kaunda anunció su repentina renuncia como líder del partido y presidente del país (lo que hubiera resultado en la asunción de Kapwepwe), motivando una dura reacción popular para evitarlo. Kaunda no llegó nunca a presentar su supuesta renuncia ante los órganos institucionales competentes, e históricamente se considera que jamás tuvo una intención seria de dimitir. Después de estos sucesos, el mandatario no enfrentó nuevas disidencias importantes, y el 16 de noviembre, día de la nominación de candidatos presidenciales, el Concejo Nacional del UNIP se reunió y proclamó unánimemente a Kaunda como su candidato presidencial.

### Congreso Nacional Africano de Zambia
El Congreso Nacional Africano de Zambia o ZANC se convirtió en principal partido de la oposición al gobierno de Kaunda después de la independencia en 1964, bajo el liderazgo de Harry Nkumbula y, para el momento de las elecciones, era el único partido fuera del UNIP con registro legal y en condiciones de presentarse. Sin embargo, su área de actividad había quedado limitada al sur del país. Mientras que no había dudas sobre el liderazgo de Nkumbula para la candidatura presidencial, el partido enfrentó una gran dificultad en la selección de aspirantes parlamentarios. En las provincias de Luapula y del Norte, la formación tuvo pocas opciones debido al minúsculo apoyo recibido, además de las posibilidades de que estos candidatos pudieran sufrir discriminación para conseguir empleo después de las elecciones disuadió a varios potenciales aspirantes de origen humilde de presentarse. La mayoría eran políticos profesionales y trabajadores independientes, o comerciantes acomodados como en el caso de la provincia de Barotse. En la provincia del Este la mayoría de los candidatos del ZANC, a pesar de ser nativos de la circunscripción que disputaban, habían ejercido cargos en el partido en los distritos más poblados y llevaban algún tiempo lejos de la provincia. Al igual que con el UNIP, primó mucho en la selección de candidatos parlamentarios la disciplina partidaria.
El partido se benefició en la provincia de Barotse de su fusión de facto con el Partido Unido proscripto. El UP respaldó la candidatura presidencial de Nkumbula, mientras que las ocho circunscripciones de Barotse que fueron efectivamente disputadas por el ZANC lo hicieron con candidatos de dicho partido, todos los cuales resultarían electos. Asimismo, de los tres candidatos independientes que disputaron distritos, dos apoyaron a Nkumbula, mientras que el otro, un disidente del UNIP, respaldó a Kaunda.

## Campaña
El período oficial de campaña duró desde el día de la nominación de candidatos parlamentarios el 26 de noviembre hasta el 17 de diciembre de 1968, dos días antes de la elección. El oficialismo enfrentaba a una oposición desgastada y débil, y la disparidad de recursos entre el UNIP y el ZANC era enorme. El partido gobernante tenía a su disposición los recursos del estado, una importante base de operaciones y estructura jerárquica organizada en todos los territorios (aunque más débil en las provincias del sur) y el poder de choque para intimidar a los partidarios del ZANC en las regiones norteñas orientales. Con la oposición prácticamente neutralizada en los bastiones del UNIP, la estrategia del gobierno se centró en contrarrestar la baja popularidad del UNIP en las regiones del sur, intentando en última instancia recurrir a ganarse el favor de los jefes tribales locales. El partido distribuyó un manual de instrucciones en inglés para sus militantes de cara a los comicios que preveía implementar un sistema de comités circunscripcionales operativos. No obstante, este plan no se pudo llevar a cabo debido a que el período de campaña fue demasiado corto y, donde los comités llegaron a constituirse, no tuvieron demasiada relevancia. De todas formas, en última instancia el UNIP tuvo éxito en sabotear las actividades de las autoridades electorales en el sur a la hora de enseñar a los votantes como emitir sufragio (lo que provocó una gran cantidad de votos anulados que podrían haber sido para el ZANC) y registró una mayor capacidad de convocatoria para garantizar una alta participación en sus circunscripciones, en contraposición con aquellas donde dominaba el ZANC y la participación fue inferior.
La campaña de intimidación contra el ZANC en el este del país fue tan exitosa que los pocos candidatos parlamentarios del partido que pudieron presentar sus documentos apenas si hicieron campaña, y algunos ni siquiera permanecieron en su circunscripción ante las amenazas del UNIP, limitando efectivamente el área de actividad de Nkumbula al oeste del «cinturón de cobre». Los medios de comunicación estaban estrictamente controlados por el gobierno y evidenciaron un sesgo importante a favor del UNIP y en contra del ZANC. Durante toda la campaña, Nkumbula solo pudo hacer una breve aparición en televisión y la radio apenas cubrió la campaña de la oposición o directamente mencionó los nombres de sus dirigentes, salvo en los discursos del oficialismo que contenían críticas hacia ellos. La prensa escrita mantuvo una cobertura un poco más amplia del proceso electoral y publicó las declaraciones del candidato opositor, pero de todas formas sus anuncios estuvieron dominados por el material de la campaña de Kaunda. La propaganda oficialista enfatizó defendió la constitución de un gobierno «de mano dura» que pusiera fin a la violencia interpartidaria y étnica. Gran parte del proselitismo del UNIP impulsaba el establecimiento de un estado de partido único e implicaba a la oposición como carente de derecho a existir, con lemas como «Vota a la Nación, vota al UNIP», «La jornada electoral es la jornada del UNIP» o «Una Zambia, Una Nación, Un Líder - Kaunda». Por su parte, entre los pocos eslóganes publicados por el ZANC, destaca «El Congreso Nacional Africano es nuestra salvación. El león es un proverbio de vida». El propio Kaunda mantuvo un perfil bajo durante la campaña, con pocos discursos públicos.
El UNIP centró su campaña en resaltar que sus cuatro años de gobierno desde la independencia «habían desarrollado al país». El partido publicó dos manifiestos: «A Promise Fullfiled» (Una promesa cumplida) y «Economic Revolution in Zambia» (Revolución Económica en Zambia). Los documentos destacaban los esfuerzos para garantizar la provisión de servicios sociales, la participación gubernamental en la industria y el desarrollo general de la economía nacional. Ninguno de los documentos planteaba objetivos a futuro, prometiendo simplemente mantener el rumbo de la política llevada a cabo por Kaunda y «zambianificar» las industrias. Se considera que el ZANC, por su parte, no presentó una propuesta real a los votantes, y que estos no tenían otra cosa en común que su oposición al UNIP. En sus discursos, Nkumbula buscó perfilar a su partido como una alternativa más moderada y democrática a Kaunda y el UNIP. Criticó la actitud cada vez más represiva y autoritaria del gobierno, su política económica que consideró errónea (en especial las reformas de abril de 1968). El partido no publicó un manifiesto, aunque algunos de sus candidatos individualmente publicaron propuestas. Los dos aspirantes independientes que respaldaron a Nkumbula, ambos blancos, presentaron documentos pidiendo la construcción de más hospitales, escuelas y carreteras. El otro candidato independiente, J.W. Musole, que respaldó la candidatura presidencial de Kaunda, concurrió con una plataforma socialista, criticando el despilfarro del gasto público y comprometiéndose a defender a los «genuinos» movimientos de liberación africanos.
La política exterior del país, sobre todo las relaciones con los regímenes de la minoría blanca en Sudáfrica y Rodesia, jugó un papel trascendental durante la campaña electoral. Kaunda defendió una agresiva oposición contra los gobiernos racistas, mientras que favoreció incrementar lo más posible los lazos con los vecinos del norte. Nkumbula, por su parte, criticó que el enfoque de Kaunda estaba privando a varios zambianos de ofertas de empleo potenciales en Sudáfrica, como la reciente medida que ponía fin al empleo de trabajadores zambianos en las minas de oro sudafricanas. Defendió un enfoque de no agresión hacia Sudáfrica y Rodesia, lo que fue hábilmente utilizado por el UNIP para retratar al ZANC como un partido ligado al supremacismo blanco. Las descalificaciones personales entre dirigentes políticos estuvieron presentes y acrecentaron la tensión de la campaña. En un discurso público, el vicepresidente Kapwepwe acusó al ZANC de ser un «partido tribal», contrario a la unidad nacional, y criticó su respaldo a dos candidatos blancos y su postura «moderada» ante el apartheid, describiendo a Nkumbula como «un Tío Tom del Siglo XX». Nkumbula, por su parte, acusó a Kaunda de ser un inmigrante malauí y de tener dos ministros tanzanos en su gabinete. El supuesto origen malauí de Kaunda, nunca confirmado, sería más tarde utilizado durante la presidencia de Frederick Chiluba como excusa para proscribirlo políticamente y retirarle la ciudadanía zambiana.

## Resultados

### Elección presidencial

#### Nivel general
A pesar de la atmósfera tensa de la campaña y de la violencia preelectoral contra la oposición, la jornada electoral se desarrolló de manera pacífica y estudios posteriores consideran que el escrutinio fue en gran medida «limpio», a pesar del sistema electoral y las condiciones injustas, en especial comparándolo con otras elecciones africanas de la época. El UNIP obtuvo una esperable victoria abrumadora con el 73,29% de los votos válidamente emitidos en las circunscripciones disputadas, a los que se sumarían los votantes registrados en las veintiocho circunscripciones que ganó sin oposición, garantizándole a Kaunda una mayoría superior al 80%. Hasta la fecha, se trata del porcentaje de voto popular más abultado logrado por un presidente zambiano en una elección multipartidista (aunque teniendo en cuenta solo los votos debidamente emitidos, sería superado por el 75,76% de Frederick Chiluba en 1991). Beneficiado por la práctica ausencia de una oposición organizada en sus principales bastiones, el UNIP arrasó en todas las circunscripciones al este del «cinturón de cobre» y ganó las regiones norteñas donde la elección se celebró casi unánimemente. Su porcentaje más bajo en la zona oriental fue en la provincia natal de Kaunda, el Este, donde obtuvo el 94,97% (sería, curiosamente, la única provincia que ganaría en 1991). También logró ganar por un margen aplastante en el Noroeste, con casi el 90% de los votos. Esta sería la única provincia occidental donde el UNIP volvería a ganar alguna circunscripción tras el retorno del multipartidismo.
Pese a la victoria, se consideró que las elecciones tuvieron un «giro» en contra del UNIP, sobre todo en el sur, y muchos dirigentes del partido se mostraron decepcionados. El partido tenía la expectativa de emplear las elecciones como una demostración de su legitimidad para instaurar un estado de partido único ganando todos los escaños. Sin embargo, el ZANC se benefició del respaldo del proscripto Partido Unido para extender su dominio fuera de la provincia del Sur hacia Barotse y sectores cercanos a la capital, Lusaka. El golpe más duro para el partido oficialista fue en las circunscripciones de Mongu, Senanga East, Kalabo y Sesheke, donde los aspirantes del ZANC derrotaron a cuatro figuras del gabinete. De estos destacan tres de los cuatro miembros de etnia lozi del gabinete: el ministro de Finanzas Arthur Wina (que en las elecciones de 1964 había obtenido el 94% de los votos), el ministro de Trabajo Munukayumbwa Sipalo (además de la falta de respaldo de su propia etnia, se consideraba responsable de la prohibición a los trabajadores zambianos de obtener empleo en las minas sudafricanas), y Durton Konoso. El líder del UP convertido en vicepresidente del ZANC, Nalumino Mundia, retuvo el escaño que había ganado previamente como miembro del UNIP. El hermano de Wina, Sikota, resultó reelegido con facilidad. El independiente Hugh Mitchley, antiguo miembro del Partido Nacional Progresista que respaldaba la candidatura de Nkumbula, fue reelegido también en Gwembe North, el único parlamentario electo no perteneciente ni al ZANC ni al UNIP. La votación mostró una abrumadora tendencia a la lealtad partidaria, tanto respecto del UNIP como del ZANC: solo en doce de las circunscripciones disputadas el segundo candidato más votado superó el 30% de los votos.
Gran parte de la cultura electoral iniciada en estas elecciones se mantendría aún con la instalación del estado de partido único en 1973. Los ministros impopulares del gabinete perdiendo sus escaños se convertirían en un hecho constante durante las siguientes elecciones zambianas hasta la democratización. Las provincias sureñas continuarían siendo las más refractarias al gobierno de Kaunda y, pese a la prohibición de hacer campaña por el «No» en los referéndums presidenciales posteriores, dicha opción sumaría entre un 30 y 40% de las preferencias en dichas provincias hasta la década de 1980.
|  | 73.19 % |

|  | 0.10 % |

|  | 73.29 % |

|  | 100.00 % |

|  | 81.82 % |

|  | 25.40 % |

|  | 1.31 % |

|  | 26.71 % |

|  | 18.18 % |

|  | 93.40 % |

|  | 100.00 % |

|  | 95.41 % |

|  | 6.60 % |

|  | 4.59 % |

|  | 69.55 % |

|  | 30.45 % |

|  | 100.00 % |

|  | 82.47 % |

|  | 26.53 % |

|  | 87.12 % |

#### Resultados por provincia
| Isla     | Kaunda (UNIP) | Kaunda (UNIP) | Nkumbula (ZANC) | Nkumbula (ZANC) |         | Votos válidos | Votos válidos | Blancos/nulos | Blancos/nulos | Participación | Participación | Registrados |
| Isla     | Votos         | %             | Votos           | %               |         | Votos válidos | Votos válidos | Blancos/nulos | Blancos/nulos | Participación | Participación | Registrados |
| Barotse  | 32.196        | 38,41%        | 51.620          | 61,59%          | 83.816  | 89,95%        | 9.365         | 10,05%        | 93.181        | 57,06%        | 163.290       |             |
| Central  | 142.651       | 73,91%        | 52.522          | 26,09%          | 195.173 | 91,70%        | 17.660        | 8,30%         | 212.833       | 82,02%        | 259.494       |             |
| Este     | 93.499        | 94,97%        | 4.951           | 5,03%           | 98.450  | 94,20%        | 6.061         | 5,80%         | 104.511       | 50,39%        | 207.386       |             |
| Luapula  | 22.511        | 98,78%        | 278             | 1,22%           | 22.789  | 96,47%        | 835           | 3,53%         | 23.624        | 16,51%        | 134.893       |             |
| Norte    | 59.139        | 99,43%        | 341             | 0,57%           | 59.480  | 96,47%        | 835           | 3,53%         | 23.624        | 29,34%        | 202.725       |             |
| Noroeste | 27.195        | 89,59%        | 3.161           | 10,41%          | 30.356  | 93,75%        | 2.023         | 6,25%         | 32.379        | 31,38%        | 103.184       |             |
| Sur      | 34.427        | 24,45%        | 106.394         | 75,55%          | 140.821 | 91,08%        | 13.783        | 8,92%         | 154.604       | 81,08%        | 190.673       |             |
| Oeste    | 247.025       | 92,25%        | 20.750          | 7,75%           | 267.775 | 95,77%        | 11.826        | 4,23%         | 279.601       | 91,39%        | 305.954       |             |
| Total    | 658.643       | 73,29%        | 240.017         | 26,71%          | 898.660 | 93,40%        | 63.490        | 6,60%         | 962.150       | 82,47%        | 1.587.966     |             |

### Asamblea Nacional

#### Resultado general
|  | 73.19 % |

|  | 25.40 % |

|  | 1.40 % |

|  | 93.40 % |

|  | 6.60 % |

|  | 100.00 % |

|  | 82.47 % |